# Bellair-Meadowbrook Terrace
Bellair-Meadowbrook Terrace est une census-designated place du comté de Clay, dans l'État de Floride, aux États-Unis,. En 2020, elle compte une population de 14 482 habitants.